# 聶珪
聂珪（1197年—1252年），字廷玉，蒙古帝国将领，冀宁寿阳人。
聂珪少年丧父，跟随兄长聂璋读书。金朝摄太原府事赵裕辟为委差官。时德裕寄治榆次利和寨。1222年，蒙古军克利和寨，聂珪率众迎降，授为招抚司副使，同都元帅王璋安抚平定州诸寨。王璋去世后，聂珪代为都元帅，以王璋弟王贵为副元帅。王贵不服聂珪，勾结武仙反蒙。1226年正月，派步卒以弓弦缢杀聂珪，聂珪帐下督王常等人将他救活。聂珪逃到太原，太原也被金国收复，聂珪召本路兵马再克太原。都行省派遣两千户讨武仙，以聂珪为乡导，在石人寨、仙台寨击败武仙，武仙逃到汲縣。聂珪摄平定等处总兵都元帅，赐金虎符。聂珪攻降石龛、焘泉等十余砦。在张家河生擒北山民兵帅赵德。聂珪派赵德入平山境，招抚张山、保安等寨。后赵德战死。1233年，攻克新寨，俘获男女数千人，大帅昔里吉思要全部坑杀，聂珪不从，数千人获免。于是河北南路、西路，诸帅来降。1234年，武仙余党再据平定、皋落，聂珪将其攻破，其安抚史雄、康义等人全部投降。1235年，东山罗珪等也率所部来降，境内始平。蒙古改授聂珪为平定邢晋等州长官。聂珪多购法书名画，与元好问、李冶等交友。五十六岁去世，赠西阳郡公。其子聂大本，袭平定等州军民长官。